# L'Absence
L'Absence là một bộ phim năm 2009.

## Tóm tắt
Sau khi thành tích xuất sắc trong học tập và 15 năm vắng bóng, Adama, một bác sĩ bách khoa trẻ, vội vã trở về Senegal, quê hương của mình, khi anh nhận được một bức điện báo rằng bà của anh đang ốm. Kỳ nghỉ ngắn ngủi của anh ấy sẽ làm sống lại một bộ phim gia đình tưởng như đã bị lãng quên. Bộ phim phản ánh trải nghiệm của đạo diễn Mama Keita với những sinh viên châu Phi đi du học và có nội dung là khán giả của cảnh nghèo đói và bạo lực ở châu Phi.

## Giải thưởng
- Fespaco (2009)